# 御影用水

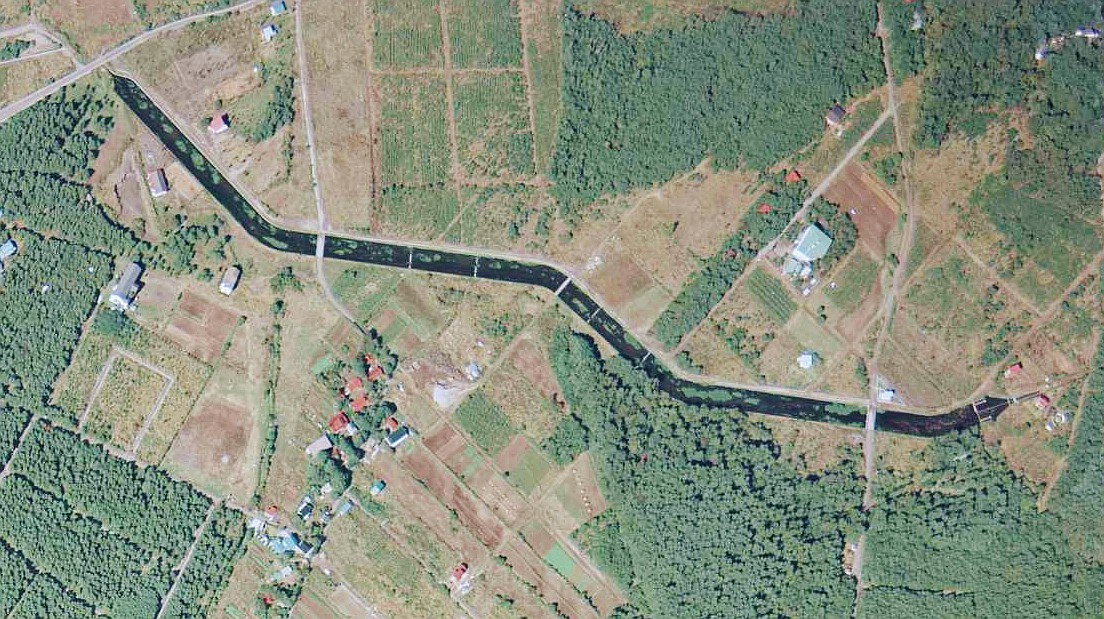
温水路（軽井沢町）
（1975年撮影）

御影用水（みかげようすい）は、1650年（慶安3年）に柏木小右衛門により開発された用水路。
その水源は、長野県北佐久郡軽井沢町の浅間山麓の千ヶ滝と湯川である。

## 解説
水源での用水水温は平均13.2℃であるため稲作に適さず、水温を上昇させるための約900mの「温水路」（1970年県による事業完了）を通り1〜3℃程度の水温上昇を経て、下流域で稲作などに利用されている。
なお、御影用水は、先に完成していた篠澤用水の真下を通過させている部分があるが、江戸時代には御影用水が真上を通っていた時期もあった。
御影用水の完成により、その流域では米が増収となり、一帯は小諸藩から分けられて、1699年（元禄12年）には幕府直轄の天領となり、代官が駐在する御影陣屋が設置された。この陣屋跡は長野県史跡に指定されている。